# Jüdischer Friedhof (Hagenow)

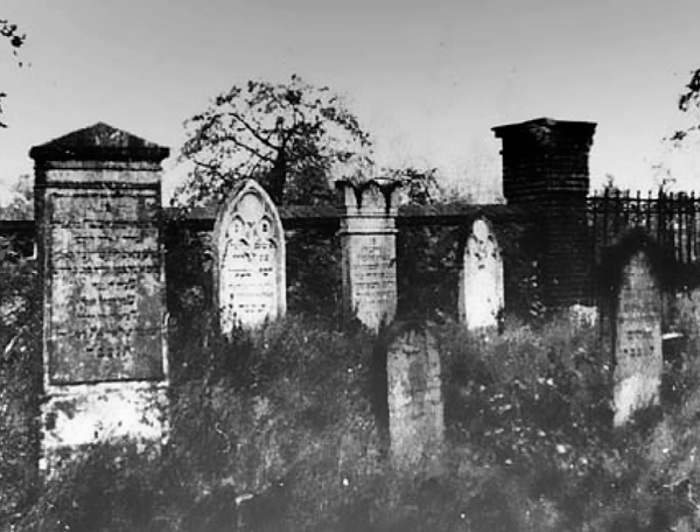
Friedhof in den 1940er Jahren

Der Jüdische Friedhof Hagenow lag in Hagenow im Landkreis Ludwigslust-Parchim in Mecklenburg-Vorpommern. 

## Beschreibung
Der Friedhof lag am südwestlichen Rand der Stadt – an der heutigen Friedrich-Heincke-Straße – und war von der Nord- und Westseite begehbar. Auf dem von einer mannshohen Feldsteinmauer umfriedeten Gelände waren 1949 noch 35 Grabsteine vorhanden.

## Geschichte
Die seit 1784 in Hagenow ansässige jüdische Gemeinde musste ihre Toten zunächst auf einem Friedhof in Schwerin bestatten. Das war nicht nur beschwerlich, sondern auch kostspielig. Daher beantragte die Gemeinde im Jahr 1806 den Erwerb eines am „Pätower Wege“ gelegenen Ackergrundstücks. Nachdem die Erlaubnis erteilt worden war, ließ die Gemeinde auf dem Grundstück den Friedhof einrichten. 
Die jüdische Gemeinde zahlte für das Friedhofsgrundstück zwar einen Grundzins, sie war aber nicht Eigentümer des Geländes. So fehlte der Grundbucheintrag, wie die Stadtverwaltung Hagenow dem Schweriner Ministerium für Geistliche Angelegenheiten auf Anfrage am 4. April 1919 mitteilte. 
Am 25. November 1937 wurde auf dem Friedhof die letzte Bestattung ausgerichtet. An diesem Tag fand Gemeindevorsteher Samuel Meinungen seine letzte Ruhe.
Schändungen des Friedhofes während der Regierungszeit des NS-Regimes blieben aus. Die Hagenower Synagoge blieb hingegen nicht verschont. Sie wurde in der Pogromnacht vom 9. November 1938 im Inneren geschändet und im Außenbereich in Brand gesetzt. Anwohner der Synagoge konnten das Feuer jedoch löschen. Auch das Eigentum des jüdischen Händlers Hermann Meinungen und des jüdischen Arztes Hans Sommerfeld wurde in dieser Nacht gezielt angegriffen.
Im Dezember 1940 wurde die jüdische Gemeinde Hagenow aufgelöst. Die Reichsvereinigung der Juden in Deutschland übernahm daraufhin als Rechtsnachfolgerin das gesamte Gemeindeeigentum.
Der Friedhof überstand die folgende Kriegszeit und Nachkriegszeit unbeschadet. Daher fasste der Rat der Stadt Hagenow am 28. Dezember 1949 den Beschluss, den Friedhof als Gedenkstätte herzurichten. Das Vorhaben wurde jedoch nicht umgesetzt. Schließlich folgte 1955 die Einebnung des gesamten Geländes und die Bebauung. Auf dem Gelände ließ sich der VEB Stadtwirtschaft Hagenow nieder. Nach der deutschen Wiedervereinigung folgte eine weitere gewerbliche Nutzung, die erst mit der Beräumung des Geländes im Jahr 2010 endete. Während der Beräumung konnte auch der Grabstein des letzten Gemeindevorstehers Samuel Meinungen und seiner Frau gesichert werden. Er wurde im Fundament einer dort errichteten Baracke gefunden. Der sehr gut erhaltene Grabstein ist heute Teil einer Dauerausstellung in der Alten Synagoge.

## Heute
Seit 2012 arbeitete die Stadt Hagenow und der Landesverband der Jüdischen Gemeinden in Mecklenburg-Vorpommern an der Wiederherstellung des Geländes als Gedenkstätte. Das 1700 m² große Gelände ist heute zugänglich und dient als Ort des Erinnerns.
Ein Gedenkstein – aus poliertem Granit – erinnert in seiner Inschrift an die jüdischen Familien, die ihre Angehörigen auf dem Friedhof in Hagenow bestatten ließen. Die Inschrift des Gedenksteins lautet: „Der Hort – vollkommen ist sein Wirken, denn alle seine Wege sind Gerechtigkeit“ (Dtn 32,4 , gefolgt von Auflistung der Familiennamen) „Mögen ihre Seelen vereint sein mit den Seelen unserer Stammväter Abraham, Isaak und Jakob und unserer Stammmütter Sarah, Rebekka, Rahel und Lea, sowie aller Frommen im Paradies, Amen“.

## Ergänzendes
Während des Ersten Weltkrieges befanden sich im Umland von Hagenow mehrere Kriegsgefangenenlager, in denen auch Soldaten jüdischen Glaubens interniert waren. Zwei der dort verstorbenen jüdischen Kriegsgefangenen wurden auf dem Hagenower Gemeindefriedhof bestattet.